# Песак (Француска)
Песак (фр. Pessac) град је у Француској у региону Аквитанија, у департману Жиронда.
По подацима из 2006. године број становника у месту је био 57.187.

## Демографија
| 1962.  | 1968.  | 1975.  | 1982.  | 1990.  | 1999.  | 2006.  | 2011.  |
| ------ | ------ | ------ | ------ | ------ | ------ | ------ | ------ |
| 24.281 | 36.986 | 51.360 | 50.267 | 51.055 | 56.143 | 57.187 | 58.743 |

## Партнерски градови
- Галац
- Гепинген
- Бургос